# María Antonia Cárdenas Mariscal
María Antonia Cárdenas Mariscal (Guadalajara, Jalisco; 13 de junio de 1958) es una política mexicana, miembro del partido Movimiento Ciudadano. Fue diputada federal de 2015 a 2018 y senadora de la República de 2018 a 2024.

## Reseña biográfica
María Antonia Cárdenas Mariscal tiene estudios de carrera técnica de secretaria taquimecanógrafa, ejerció de forma particular su carrera y fue propietaria de una empresa denominada DOMOSA.
Miembro del partido Movimiento Regeneración Nacional, fue elegida diputada federal por la vía plurinominal a la LXIII Legislatura de 2015 a 2018. En ella fue secretaria de la comisión de Derechos de la Niñez; e integrante de las comisiones de Transportes; de Turismo; de la Cuenca Lerma Santiago Chapala; y De prevención y erradicación de la pornografía y abuso sexual infantil.
En 2018 fue postulada candidata a senadora en primera fórmula por la coalición Juntos Haremos Historia, no logrando la victoria electoral que obtuvieron los candidatos de la coalición Por México al Frente, le correspondió entonces la senaduría de primera minoría a las Legislaturas LXIV y LXV que concluirán en 2024. 
En el Senado se desempeña como secretaria de la Mesa Directiva, además de secretaria de la comisión de Agricultura, Ganadería, Pesca y Desarrollo Rural; e integrante de las comisiones de Administración; de Derechos de la Niñez y Adolescencia; de Salud; de Turismo; y de Desarrollo Urbano, Ordenamiento Territorial y Vivienda.